# Joaquim Cândido Soares de Meireles
Joaquim Cândido Soares de Meireles (Sabará, 5 de novembro de 1797 — Rio de Janeiro, 13 de julho de 1868) foi um médico cirurgião-mor e político brasileiro. Foi fundador, idealizador e primeiro presidente da Academia Imperial (hoje Academia Nacional de Medicina) e Patrono do Serviço de Saúde da Marinha do Brasil.

## Biografia
Filho do cirurgião Manoel Soares de Meirelles e Anna Joaquina de São José Meirelles. Casou-se em primeiras núpcias com Rita Maria Pereira Reis, filha do cirurgião Paulo Rodrigues Pereira. Tiveram 4 filhos. Em segundas núpcias, casou-se com Maria da Conceição Cândida Marianna Vahya, tendo tido uma filha, Maria Luíza Cândida Soares.

Brasão de Joaquim Cândido Soares de Meireles, Gentil Homem.

Formou-se em medicina pelo Curso da Escola de Médico-Cirúrgico do Rio de Janeiro, em 1822. Doutora-se em medicina cirúrgica pela Faculdade de Medicina de Paris, onde sustentou duas teses sobre: Dissertation sur l´histoire de l`eléphantiasis, apresentada em 10 de janeiro de 1827, e Dissertation sur les plaies d'armes á feu, apresentada em 25 de abril de 1827.
Trabalhou na Santa Casa de Misericórdia do Rio de Janeiro na enfermaria do médico Luiz Vicente De Simoni. Em 30 de junho de 1829, ele, juntamente com os médicos José Francisco Xavier Sigaud, José Martins da Cruz Jobim, Jean Maurice Faivre e Luiz Vicente De Simoni, fundaram a Sociedade de Medicina do Rio de Janeiro (posteriormente Academia Nacional de Medicina).
Soares de Meirelles presidiu a Academia Nacional de Medicina 1829/1830, 1833, 1835/1838 e 1845 a 1848. Foi médico pelo Serviço de Saúde do Exército 1819/1828 e Patrono do Serviço de Saúde da Marinha do Brasil e Chefiou o Serviço de Saúde da Marinha do Brasil entre 1849 e 1868. Foi Patrono e Membro Titular da Cadeira nº 1 da Academia Nacional de Medicina e Patrono da Cadeira 28 da Academia Brasileira de Medicina Militar. Foi membro do Instituto Histórico e Geográfico Brasileiro. Teve as seguintes condecorações: foi conselheiro do Imperador; oficial da Imperial Ordem do Cruzeiro (30 de setembro de 1840); comendador da Imperial Ordem da Rosa (2 de dezembro de 1852) e Cavalheiro da Ordem de São Bento de Aviz (8 de novembro de 1860). Faleceu no Rio de Janeiro em 13 de Julho de 1868 aos 71 anos.

## Obras
- Dissertation sur l`Histoire de l´Elephantiasis;
- Parecer sobre as Medidas de Higiene Publica e Privada contra a Coléra-Morbo e etc.